# Hissmofors
Hissmofors er et byområde øst for Indalsälven og syd for det centrale Krokom i Krokoms kommun i Jämtlands län i Sverige. Frem til 2015 blev området betragtet som en del af byområdet Krokom.

## Historie
I Hissmofors, som ligger ved Hissmoforsen (Indalsälven), blev der i slutningen af 1800-tallet bygget et vandkraftværk, en massefabrik og et savværk. Omkring disse industrier voksede en bebyggelse op.
De store forandringer startede i 1963, da det gamle industrifirma Hissmofors AB blev opkøbt af skovindustrikoncernen NCB. Kraftværket blev solgt til ÖEAB, det nuværende Jämtkraft AB. Da NCB nedlagde sulfitfabrikken i 1978, begyndte skuespilleren Allan Edwall (1924-1997), som var født i Hissmofors, at engagere sig i bebyggelsens overlevelse. Blandt andet var han med til at redde Folkets hus, som ellers risikerede at blive revet ned. I dag er bygningen renoveret og udpeget som byggnadsminne.
Savværket og høvleriet er stadigvæk i drift, og havde i 2006 omkring 50 ansatte. Camforegruppen ejede savværket i over 20 år, men efter at det i 2004 blev opkøbt af et datterselskab af Skogsägarna Norrskog ekonomisk förening, indgår det nu i Norrskog Wood Products AB. Omsætningen i 2005 var 260 mio. SEK.
Hissmofors ligger ved jernbanen mellem Östersund og Storlien, og fungerede fra 1938 til 2. maj 1966 som jernbanestation.